# Hunter Renfrow
(en) Statistiques sur pro-football-reference
James Hunter Renfrow, né le 21 décembre 1995 à Myrtle Beach en Caroline du Sud, est un sportif professionnel américain de football américain évoluant au poste de wide receiver dans la National Football League (NFL), actuellement agent libre.
Au niveau universitaire, il a joué pour les Tigers de l'université de Clemson pendant cinq saisons (2014-2018) dans la NCAA Division I FBS et son Atlantic Coast Conference (ACC). Il y remporte les titres nationaux 2017 et 2018, est sélectionné à deux reprises dans la troisième équipe de l'ACC (2017 et 2018) et se voit décerner le trophée Burlsworth 2018.
Sélectionné en 149e choix global lors du cinquième tour de la draft 2019 de la NFL par la franchise des Raiders d'Oakland/Raiders de Las Vegas. Il y joue pendant cinq saisons (2019-2023) et est sélectionné pour le Pro Bowl Games 2023 au terme de la saison 2022. Le 13 mars 2024, Renfrow est libéré par les Raiders.